# Roger Piel
Pour les articles homonymes, voir Piel.
Roger Piel, né le 28 juin 1921 à Paris 20e et mort le 17 août 2002 dans cette ville, est un coureur cycliste professionnel français.

## Biographie
Il remporte deux fois le critérium des as amateurs en 1942 et 1943, au bois de Vincennes. En 1944, il a remporté le Critérium national de la route. Le 14 décembre 1945, il remporte à 24 ans, le très original cyclo-cross de Montmartre devant Jean Robic et 100 000 spectateurs. Il a été champion de France de poursuite Elites en 1946, 1949 et 1950, et vice-champion du monde dans cette catégorie en 1946, derrière Gerrit Peters.
Quand Roger arrête sa carrière sportive en 1954, il ne quitte pas ce milieu et devient agent ou manager de coureurs cyclistes peu connus, jusqu'au jour où, il découvre Raymond Poulidor. Il représentera ces intérêts professionnels de 1960 à 1977. Roger Piel fut le seul a gérer la carrière de Raymond Poulidor. 
Il cesse ses fonctions d'agent ou de manager de coureurs cyclistes en 1981. Son frère Robert (1917-2013) se construira un palmarès impressionnant dans la catégorie master.

## Palmarès sur piste

### Championnats du monde
- Zurich 1946
  -  Médaillé d'argent de la poursuite

### Championnats nationaux
- 1946
  -  Champion de France de poursuite
- 1949
  -  Champion de France de poursuite
- 1950
  -  Champion de France de poursuite
- 1951
  - 2e du Championnat de France de poursuite

## Palmarès sur route

### Palmarès amateur
- 1938
  - Trophée des Espoirs[7]
- 1942
  - Critérium des As amateurs
- 1943
  - Critérium des As amateurs
  - 3e du championnat de France sur route amateurs

### Palmarès professionnel
- 1944
  - Critérium national
- 1950
  - 2e du Grand Prix des Alliés
- 1951
  - 1re étape du Circuit de la Côte-d'Or
  - 2e de la course de côte du mont Faron

### Résultats sur le Tour de France
1 participation
- 1951 : abandon (9e étape)